# Jiří František Novák
Jiří František Novák (15. srpna 1913 Litoměřice – 25. listopadu 1993 Praha) byl český hudební skladatel a pedagog.

## Život
Základní hudební vzdělání získal doma. Studoval práva na Karlově univerzitě a vedle toho klavír na Pražské konzervatoři. Za 2. světové války byl totálně nasazen jako klavírista u duisburské opery (tehdy působící v budově dnešní Státní opery Praha). Po skončení války dokončil studium práv a dále studoval skladbu na Akademii múzických umění v Praze u Jaroslava Řídkého.
Nejprve působil jako administrativní úředník na Pražské konzervatoři, později se stal profesorem teoretických předmětů. Vedle toho vystupoval jako koncertní umělec. Zaměřoval se především na uvádění soudobé hudby.

## Dílo

### Opery
- Já to nejsem (námět Jan Neruda, 1950)
- Vojnarka (námět Alois Jirásek, libreto Milan Macků, 1960)
- První velký případ (libreto Ondřej Sekora, 1964)
- Modrá lilie (1963)
- Čekárna (1969)
- Román s basou (1973)
- Nepotrestaný zločin (1975)
- Tereza Raquinová (1983)
- Zkáza Titaniku (1983)

### Kantáty
- Cyklus jarních kantát
- Miliony bílých holubic
- Děkuji Ti, Praho, op. 20 (absolventská práce)
- Veliké město pražské (slova František Branislav)
- Missa pastoralis
- Panychida, op. 138 pro smíšený sbor a recitaci (1977)

### Orchestrální skladby
- Koncert pro varhany a orchestr, op. 23 (1955)
- Koncert pro basový pozoun a orchestr
- Koncert pro basový klarinet a orchestr
- Koncert pro xylofon a orchestr
- Rondo pro tubu a symfonický orchestr
- Serenáda, op. 60 pro smyčcový orchestr (1960)
- Scherzo pro orchestr, op. 95
- Paní Curieová, op. 112 (symfonická báseň, 1972 )

### Komorní skladby
- Trio pro flétnu, violu a kytaru
- Kvartet pro klarinet, fagot, violu a klavír
- Kvintet pro lesní roh, 2 housle, violu a violoncello
- Adagio pro dechové kvinteto
- Suita pro dechové kvinteto
- Pohádková suita pro kontrafagot a klavír, op. 30 (1953)
- Serenáda pro 11 dech. nástrojů, op. 37a (1954)
- Jedenáct miniatur pro 2 lesní rohy a violu, op. 109 (1970)
- Sonáta pro 2 trubky, lesní roh a 2 pozouny (1979)
- Sonáta pro violu d'amore a kontrabas (1987)
- Sonata per due violini e pianoforte, op. 154 (1979)